# Uplink (Computerspiel)
Uplink ist das erste Computerspiel des Unternehmens Introversion Software. Es erschien am 30. September 2001 und simuliert das Internet im Jahr 2010. Es wurde nach dem Uplink in Rechnernetzen benannt. Es ist für Windows, Linux, Android, iOS sowie MacOS verfügbar. Das Spiel hat den Untertitel Trust is a weakness, was zu deutsch Vertrauen ist eine Schwäche bedeutet.

## Handlung
Als ein bisher unbekannter Hacker meldet sich der Hauptakteur, den man selbst benennen muss, im Jahr 2010 bei der Internetfirma Uplink AG an, bei der er sich für verschiedene Auftraggeber in weltweite Computersysteme im Internet und lokalen Netzwerken einhackt. Die Uplink AG dient dabei als Vermittler von Aufträgen und gleichzeitig der einzige Händler. Durch die Aufträge erhält man Geld und Ansehen, mit dem man im Rang aufsteigen und so an schwierigere, aber auch besserbezahlte Aufträge kommen kann. Bei den Aufträgen ist jedoch Vorsicht und Eile geboten, damit man nicht von den Firmen, bei denen man sich einhackt, zurückverfolgt wird. Falls dies doch geschieht, droht die Verhaftung, mit der man das Spiel verlieren würde. Da der aktuelle Spielstand immer sofort gespeichert wird, müsste man dann wieder von ganz vorne beginnen.
Nach einiger Zeit bekommt die Hauptfigur eine E-Mail mit dem sogenannten Revelation-Virus. An diesem Punkt hat man die Möglichkeit, für zwei verschiedene Organisationen Aufträge zu erfüllen, die das Internet zerstören respektive vor dem Virus schützen wollen. Falls man das Internet beschützt, hat man das Spiel gewonnen und kann mit offenem Ende weiterspielen.

## Steuerung
Das Spiel wird über eine GUI gesteuert, über die man alle wichtigen Funktionen ausführen kann.
Wenn man sich in fremde Computer einhackt, kann man sich durch Programme etwa anzeigen lassen, wie lange man noch Zeit für den Hack hat. Durch verschiedene teure Programme und Aufrüstungen kann man später etwa vermeiden, von den meisten Firmen entdeckt zu werden. Die Computersysteme werden realitätsnah simuliert. Es ist unter anderem möglich, mit dem Befehl „shutdown“ den Computer herunterzufahren oder mit „delete“-Befehlen Dateien und Logs zu löschen.

## Eastereggs
Uplink enthält zahlreiche Eastereggs und Anspielungen. So ist etwa ein Computer der Firma „Protovision Software“ zu finden, auf dem man das Spiel „Global Thermonuclear War“ spielen kann. Das Passwort dafür lautet Joshua. Dies ist an den Film WarGames – Kriegsspiele angelehnt, in dem dieses Spiel beinahe mit der Vernichtung der Menschheit endet. Außerdem kommt die auch real existierende Firma InterNIC vor.

## Versionen
Da der Quellcode zum Spiel auf einer Developer-CD zu erwerben ist, hat sich um die englische Version eine sehr aktive Community gebildet, die das Spiel zusammen mit den Entwicklern weiterhin aktiv pflegt. Die neueste Version für Linux bzw. Windows von Uplink ist 1.55 vom 19. März 2007, für Mac OS X 1.6.0 vom 6. Mai 2008. Am 30. März 2012 erschien zusätzlich eine Version für das Apple iPad. Eine Android-Version ist ebenfalls vorhanden.
Die deutsche Übersetzung des Unternehmens S.A.D hatte seit Erscheinen im Sommer 2005 diverse Programmfehler z. B. mit Umlauten in der Linux-Variante und Programmabstürzen, die das Erreichen eines der beiden Spielziele unmöglich machten. S.A.D benötigte einige Zeit, um Patches für die gravierendsten Probleme nachzureichen. Inzwischen wird das Spiel nicht mehr angeboten. Da die deutsche Version völlig eigenständig ist, funktionieren die englischen Aktualisierungen hier nicht.

## Rezeption
Uplink wurde wohlwollend von den Kritikern aufgenommen.